# Адашев, Александр Иванович
Алекса́ндр Ива́нович Ада́шев (наст. фам. — Платонов) (1871—1934?) — русский актёр и театральный педагог.

## Биография
Играл в театре с 1890 года в городах Рыбинске, Твери, Костроме и других. С 1898 по 1913 год — в Московском художественном театре.
В 1906—1913 годах занимался частными «Курсами драмы Адашева», на которых в том числе преподавали Л. А. Сулержицкий, Р. В. Болеславский, В. И. Качалов, В. В. Лужский, Н. Н. Литовцева. В числе окончивших курсы — Е. Б. Вахтангов, С. Г. Бирман, В. В. Готовцев, М. А. Дурасова. Однако, курсы были вынуждены прерваться в 1913 году, когда большинство студентов и преподавателей бросили учёбу, а сам Адашев был обвинен в «нарушении норм морали». Впоследствии он был вынужден покинуть Москву, остаток своей жизни работая в российской провинции.
С 1923 по 1927 год преподавал в театральной школе Киевского русского драматического театра. Его ученицей была актриса Елизавета Сергеевна Телешева.

## Роли

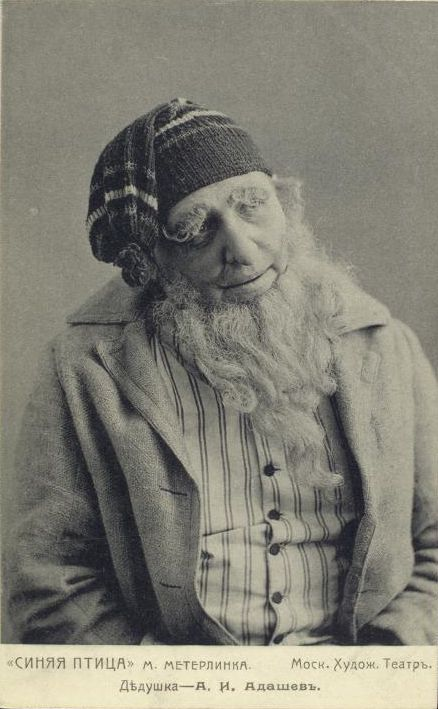
Адашев А.И. в образе Дедушки

- «Поздняя любовь» А. Н. Островского — Николай
- «Венецианский купец» Шекспира — Бассанио
- «Двенадцатая ночь» Шекспира — Орсино
- «Горе от ума» А. С. Грибоедова — Молчалин
- «На дне» М. Горького — Алёшка
- «Ревизор» Н. В. Гоголя — Земляника
- «Живой труп» Л. Н. Толстого — отец Маши
- «Синяя птица» М. Метерлинка — Дедушка
- «Братья Карамазовы» по Ф. М. Достоевскому — пан Муселович
- «Николай Ставрогин» по Ф. М. Достоевскому
- «Пер Гюнт» Ибсена — фон-Эберкопф